# Objektpermanens
Objektpermanens er et begreb inden for udviklingspsykologi, der refererer til evnen til at forstå, at objekter fortsat eksisterer, selvom de ikke er synlige eller umiddelbart tilgængelige. Det betyder, at når et objekt er skjult eller fjernet fra syne, kan barnet stadig forstå, at det stadig er til stede et eller andet sted i verden. Denne evne udvikles normalt i løbet af barnets første leveår. Objektpermanens er en vigtig milepæl i kognitiv udvikling, da det tillader barnet at begynde at forstå, at ting kan eksistere, selvom de ikke er umiddelbart synlige.
Objektpermanens udvikles normalt omkring 8-12 måneders alderen hos børn. Før denne alder kan babyer have svært ved at forstå, at et objekt stadig eksisterer, når det ikke er i deres synsfelt. De kan blive overraskede eller forvirrede, når de ikke kan se et objekt, de tidligere har set.
For eksempel, hvis du skjuler et stykke legetøj for et barn, der har udviklet objektpermanens, vil de stadig søge efter legetøjet og forstå, at det stadig eksisterer, selvom de ikke kan se det. Dette er en vigtig milepæl, da det markerer begyndelsen på barnets evne til at huske og forstå, at objekter har en vedvarende eksistens, uanset om de er synlige eller ej.
Objektpermanens er en vigtig del af udviklingen af kognition og er en af grundstenene i Jean Piagets teori om kognitiv udvikling hos børn. Det hjælper børn med at udvikle deres forståelse af verden omkring dem og er en afgørende færdighed for at kunne løse problemer og planlægge handlinger.
Eksempler på manglende objektpermanens hos børn:
1. Hvis du gemmer en favoritlegetøj under et tæppe, kan et barn uden objektpermanens ikke forstå, at legetøjet stadig er der, og vil ikke kunne finde det.
2. Hvis du skjuler en bold bag din ryg, kan et barn uden objektpermanens tro, at bolden er forsvundet og ikke eksisterer længere.
3. Hvis du sætter en skål med slik i et skab og lukker døren, kan et barn uden objektpermanens ikke forstå, at slikket stadig er i skabet og vil ikke kunne finde det.